# 施氏菊头蝠
施氏菊头蝠（学名：Rhinolophus schnitzleri），一种分布于中国云南省的蝙蝠，隶属于菊头蝠科菊头蝠属。模式产地为云南宜良县耿家营。种加词取自德国蒂宾根大学教授汉斯－乌尔里希·施尼茨勒（Hans-Ulrich Schnitzler）的姓氏，以表彰其对菊头蝠研究的贡献。

## 形态特征
小褐菊头蝠前臂长54.3～57.7毫米，颅全长21.4～21.8毫米。背部呈栗色，腹毛浅棕色。翼膜棕色。